# Фотіс Йоаннідіс
Фотіс Йоаннідіс (грец. Φώτης Ιωαννίδης, нар. 10 січня 2000, Халкіда) — грецький футболіст, нападник клубу «Панатінаїкос».
Виступав, зокрема, за клуб «Левадіакос», а також національну збірну Греції.
Володар Кубка Греції.

## Клубна кар'єра
Народився 10 січня 2000 року в місті Халкіда. Вихованець футбольної школи клубу «Левадіакос». Дорослу футбольну кар'єру розпочав 2017 року в основній команді того ж клубу, в якій провів три сезони, взявши участь у 41 матчі чемпіонату. 
До складу клубу «Панатінаїкос» приєднався 2020 року. Станом на 12 червня 2023 року відіграв за клуб з Афін 85 матчів в національному чемпіонаті.

## Виступи за збірні
У 2018 році дебютував у складі юнацької збірної Греції (U-19), загалом на юнацькому рівні взяв участь у 2 іграх, відзначившись 2 забитими голами.
Протягом 2019–2020 років залучався до складу молодіжної збірної Греції. На молодіжному рівні зіграв в одному офіційному матчі.
У 2022 році дебютував в офіційних матчах у складі національної збірної Греції.

## Статистика виступів

### Статистика клубних виступів
| Сезон                 | Команда               | Чемпіонат             | Чемпіонат | Чемпіонат | Національний кубок | Національний кубок | Національний кубок | Континентальні кубки | Континентальні кубки | Континентальні кубки | Інші змагання | Інші змагання | Інші змагання | Усього | Усього | Усього |
| Сезон                 | Команда               | Ліга                  | Ігор      | Голів     | Ліга               | Ігор               | Голів              | Ліга                 | Ігор                 | Голів                | Ліга          | Ігор          | Голів         | Ігор   | Голів  |        |
| --------------------- | --------------------- | --------------------- | --------- | --------- | ------------------ | ------------------ | ------------------ | -------------------- | -------------------- | -------------------- | ------------- | ------------- | ------------- | ------ | ------ | ------ |
| 2017–18               | «Левадіакос»          | СЛ                    | 5         | 0         | КГ                 | 4                  | 0                  |                      | -                    | -                    |               | -             | -             | 9      | 0      |        |
| 2018–19               | «Левадіакос»          | СЛ                    | 17        | 2         | КГ                 | 3                  | 1                  |                      | -                    | -                    |               | -             | -             | 20     | 3      |        |
| 2019–20               | «Левадіакос»          | SL2                   | 19        | 4         | КГ                 | 0                  | 0                  |                      | -                    | -                    |               | -             | -             | 19     | 4      |        |
| Усього за Levadeiakos | Усього за Levadeiakos | Усього за Levadeiakos | 41        | 6         |                    | 7                  | 1                  |                      | -                    | -                    |               | -             | -             | 48     | 7      |        |
| 2020–21               | «Панатінаїкос»        | СЛ                    | 1         | 0         | КГ                 | 0                  | 0                  |                      | -                    | -                    |               | -             | -             | 1      | 0      |        |
| Усього за кар'єру     | Усього за кар'єру     | Усього за кар'єру     | 42        | 6         |                    | 7                  | 1                  |                      | -                    | -                    |               | -             | -             | 49     | 7      |        |

## Титули і досягнення
- Володар Кубка Греції (1):

«Панатінаїкос»: 2021-2022